# سيغورد هوفمان
سيغورد هوفمان (بالألمانية: Sigurd Hofmann)‏ هو فيزيائي ألماني، ولد في 15 فبراير 1944 في Česká Kamenice ‏ في التشيك.